# Klaus Davidowicz
Klaus Samuel Davidowicz (* 10. Juli 1963 in Berlin-Tempelhof) ist ein österreichischer Kulturwissenschaftler und Professor für Judaistik an der Universität Wien. Er unterrichtet jüdische Geschichte an der Zwi-Perez-Chajes-Schule in Wien.

## Leben
Davidowicz studierte von 1985 bis 1991 Judaistik, Pädagogik und Germanistik an der Hochschule für Jüdische Studien und der Universität Heidelberg. 1991 schloss er sein Studium mit dem Magister bei Maurice-Ruben Hayoun, Johann Maier (Judaistik) und Micha Brumlik (Pädagogik) ab. Im gleichen Jahr begann er sein Doktoratsstudium an der Wiener Judaistik, die Promotion 1993, von 1994 bis 1998 war er Assistent am Institut für Judaistik.
Er habilitierte sich 1998, war von 1998 bis 2011 außerordentlicher Professor und ist seit Oktober 2011 Professor für Judaistik an der Universität Wien. Seine Forschungsschwerpunkte sind Jüdische Kulturgeschichte der Neuzeit, Kabbala und jüdischer Film. Zusammen mit Frank Stern begründete er das universitäre Nebenfach „Jüdische Kulturgeschichte in Film und Medien“ an der Universität Wien. Er forscht über Spielfilme als visuelle Quellen der jüdischen Kulturgeschichte.
Seit 1988 hält er auch Einzelvorträge und Vortragsreihen in Volkshochschulen, Bildungshäusern etc. in Deutschland, Österreich, der Schweiz und Italien. Er ist einer der Leiter des „Jüdischen Filmclubs Wien“ und war Fachberater für die mehrteilige TV-Dokumentation Die Juden, Geschichte eines Volkes (ARD/Arte 2007) und für die ORF-Dokumentation Faszination Kabbala (2012).

## Werke (Auswahl)
- Klaus Davidowicz: Gerschom Scholem und Martin Buber. Die Geschichte eines Missverständnisses. Neukirchener Verlag, Neukirchen 1995.
- Klaus Davidowicz: Jakob Frank, der Messias aus dem Ghetto. Peter Lang, Frankfurt a. M.: 1998.
- Klaus Davidowicz: Kabbala, geheime Traditionen im Judentum. Österreichisches Jüdisches Museum, Eisenstadt 1999.
- Klaus Davidowicz: Zwischen Tradition und Häresie, Jakob Franks Leben und Lehren. Böhlau Verlag, Wien 2004.
- Klaus Davidowicz: Vom Mythos zum Filmepos, Paul Wegeners Golem-Film. In: E. Lappin (Hrsg.): Juden und Film. Wien 2004.
- Klaus Davidowicz: Den Abgrund überwinden – Martin Bubers Suche nach Gott. In: Rudolf Langthaler und Wolfgang Treitler (Hrsg.): Die Gottesfrage in der europäischen Philosophie und Literatur des 20. Jahrhunderts. Böhlau Verlag, Wien 2007.
- Klaus Davidowicz: Die Kabbala, eine Einführung in die Welt der jüdischen Mystik und Magie. Böhlau Verlag, Wien 2009.
- Klaus Davidowicz: Martin Buber und die jüdische Renaissance. In: Frank Stern und Barbara Eichinger (Hrsg.): Wien und die jüdische Erfahrung. Böhlau Verlag, Wien 2009.
- Klaus Davidowicz: Jakob Frank und der „Große Bruder“ - Esau in den frankistischen Lehrworten. In: Gerhard Langer (Hrsg.): Esau – Bruder und Feind. Vandenhoeck und Ruprecht, Göttingen 2009.
- Klaus Davidowicz: Frank Beyers „Nackt unter Wölfen“ und die Darstellung der Shoah im deutschen Spielfilm der frühen 60er Jahre. In: Frank Stern und Barbara Eichinger (Hrsg.): Film im Sozialismus, die DEFA. Mandelbaum Verlag, Wien 2009.
- Klaus Davidowicz: Film als Midrasch – Der Golem, Dybbuks und andere kabbalistische Elemente im populären Kino, Göttingen, Vandenhoeck & Ruprecht 2016.